# Tôn Quán
Tôn Quán hay Tôn Quan (chữ Hán: 孙观, ? - 213), tự Trọng Đài, tên khác là Anh Tử , người quận Thái Sơn, Duyện Châu , là tướng lĩnh vào cuối thời Đông Hán. Ông sinh gặp thời loạn, theo Tang Bá đánh dẹp khởi nghĩa Khăn Vàng và trợ giúp Lã Bố trong chiến tranh quân phiệt, cuối cùng quy hàng Tào Tháo.

## Cuộc đời và sự nghiệp
Không rõ thiếu thời của Tôn Quan, chỉ biết ông cùng Tang Bá đi theo Từ Châu thứ sử Đào Khiêm trấn áp khởi nghĩa Khăn Vàng, được bái làm Kỵ đô úy. Sau đó Tôn Quan và các đồng sự Ngô Đôn, Doãn Lễ, Xương Hi tôn Tang Bá làm thủ lĩnh, tập hợp lực lượng tự lập, đồn trú tại Khai Dương. 
Khi Tào Tháo xuất quân đánh Lã Bố ở Từ Châu, bọn Tôn Quan theo Tang Bá trợ chiến cho Lã Bố. Sau khi Lã Bố bị bắt, Tang Bá đầu hàng Tào Tháo, rồi quay về chiêu dụ bọn Tôn Quan. Tào Tháo ủy nhiệm cho Tang Bá 2 châu Thanh, Từ; Tôn Quan ở dưới quyền Tang Bá, được làm Bắc Hải thái thú.
Tôn Quan theo Tang Bá đánh dẹp các lực lượng cát cứ ở Thanh, Từ, thường đi đầu tướng sĩ, công lao chỉ ở dưới Tang Bá, được phong Lữ Đô đình hầu. Khi Tào Tháo đánh bại Viên Đàm ở Nam Bì, Tang Bá đưa chư tướng đến hội quân, thỉnh cầu Tào Tháo cho phép bọn họ đưa gia quyến đến Nghiệp Thành, Tào Tháo rất hài lòng; Tôn Quan được thăng làm Thiên tướng quân, về sau làm đến Thanh Châu thứ sử.
Tháng giêng ÂL năm Kiến An thứ 18 (213), Tôn Quan theo Tào Tháo tấn công Tôn Quyền ở Nhu Tu khẩu, được phong Giả tiết. Trong lúc giao tranh, Tôn Quan bị tên lạc trúng vào chân trái, vẫn gắng sức chiến đấu; Tào Tháo úy lạo rằng: “Tướng quân bị thương rất nặng, lại càng thêm hăng hái, không thể vì nước mà yêu tấm thân mình hay sao?” Tôn Quan được chuyển làm Chấn uy tướng quân, mất vì vết thương quá nặng.

## Gia quyến
- Anh trai Tôn Khang được phong liệt hầu.
- Con trai Tôn Dục làm đến Thanh Châu thứ sử.